# Gaël Duval (entrepreneur)
Ne doit pas être confondu avec Gaël Duval, créateur du système d'exploitation /e/ pour smartphone
Pour les articles homonymes, voir Duval.
Gaël Duval, né le 2 juin 1971 à Neuilly-sur-Seine (Hauts-de-Seine), est un entrepreneur français du secteur de l'Internet. Il est le fondateur et PDG de JeChange.fr et de La French Touch Conference. Depuis février 2016, il siège au Conseil national du numérique.

## Formation
Après son baccalauréat, Gaël Duval choisit des études de droit. Il obtient une licence de Droit des affaires de l'Université Panthéon-Assas en 1992.

## Activités professionnelles

### Entrepreneur du web
Lors de l'émergence de l'Internet en 1995, alors âgé de 24 ans, il fonde sa première société Alpaga, agence de marketing interactif. En 1999, il revend Alpaga au groupe de communication BBDO Paris, qui fusionne cette société avec BLL, le pôle interactif du groupe créé par Loïc Le Meur. Cette fusion donnera naissance à B2L (aujourd'hui renommée B2L Proximity), élue "Agence de l'année" en 2000 lors de la cérémonie des Clics d'Or.
En 2000, il lance avec différents entrepreneurs, dont Philippe Hayat et Fabrice Grinda, le 1er incubateur de start-up Kangaroo Village. 
En 2004, il crée l’agence UN77, spécialisée dans la communication numérique sur lieux de vente. La même année, Gaël Duval lance le magazine trimestriel BAG (Beautiful Address Guide),, consacré au shopping, dont il est le directeur de la publication.
En 2005, il fonde Nextedia, avec Henri Le Menestrel, Loic Fleury et Marc Ménasé la première agence média digitale en fusionnant UN77 avec l'agence AddviseMedia[réf. souhaitée]. 
En août 2007, alors que l'entreprise comptabilise 300 employés, elle est revendue au groupe Lagardère.  
Fin 2006, Gaël Duval crée JeChange.fr, premier service indépendant de conciergerie pour le déménagement destiné à la gestion et la réduction des factures courantes.
En 2009, JeChange.fr rachète la société DSLvalley, leader français de la comparaison et de l’information dans l’univers des télécoms, pour accélérer son développement. Les 15 salariés de DSLvalley sont intégrés au sein de la société JeChange.fr. L'entreprise compte actuellement[Quand ?] 110 personnes basées à Agen et Paris et a généré un chiffre d’affaires de plus de 10 millions en 2015.
Dans le cadre de son soutien à l’écosystème numérique, il participe au Mouvement des Pigeons aux côtés de plusieurs personnalités du secteur dont Jean-David Chamboredon. Il cofonde en 2012 France digitale, une association réunissant entrepreneurs et investisseurs du numérique. Il est administrateur de cette dernière jusqu'en 2014.
En 2014, il lance La French Touch Conference, un évènement réunissant des personnalités françaises et américaines de l'entrepreneuriat et de l'innovation, telles que Sean Rad, fondateur de Tinder, Ludovic Le Moan, directeur général de Sigfox ou encore l’écrivain Harlan Coben et le designer Ora-ïto. La French Touch Conference est une vitrine de la réussite de la French Tech et a reçu le soutien et le parrainage d'Axelle Lemaire, d'Emmanuel Macron et de Fleur Pellerin,. Depuis sa création, cet événement se produit une fois par an à New-York au mois de juin. 
La 3e édition du 21 et 22 juin 2016 à New York a été marquée par la création, le 20 juin 2016 d'une opération unique : Pitch in the Plane. Durant tout le vol d'un avion commercial d'OpenSkies entre Paris et New York, plusieurs entrepreneurs voulant conquérir le marché américain ont participé à un concours de startup devant un jury composé d'investisseurs. 
En 2017, deux nouvelles éditions viennent s'ajouter à celle-ci : une « non-conférence » à San Francisco en janvier ayant pour but de rapprocher les startups et investisseurs français et américains ainsi qu'un événement à Shanghai en octobre, identique au modèle new-yorkais.

### Business angel et investisseur
En tant que business angel, Gaël Duval soutient plus d’une quinzaine de startups de l'économie numérique.
Il est également investisseur au sein de fonds tels que ISAI, The Refiners et Daphni.

### Conseil national du numérique
Gaël Duval est nommé membre du Conseil national du numérique par décret présidentiel le 8 février 2016,.

## Famille
Il est marié à Hélène Verrier-Duval, professeur de yoga et fondatrice de YUJ, marque française de vêtements de yoga,.

## Politique
Aux côtés d'autres entrepreneurs du numérique français tels que Marc Simoncini ou Frédéric Mazzella, Gaël Duval soutient le mouvement En marche ! d'Emmanuel Macron,,.